# コザ通信所
コザ通信所 (Koza Communication Site) は、沖縄県沖縄市（コザ市）字胡屋にあった米軍の通信所。旧称は「コザ無線中継所」(Koza Radio Relay Annex)。施設番号はFAC6042。1973年3月31日に返還された。現在は宅地となっている。 

## 概要
旧称: 「コザ無線中継所」(Koza Radio Relay Annex)
改称: 「コザ通信所」 (Koza Communication Site)

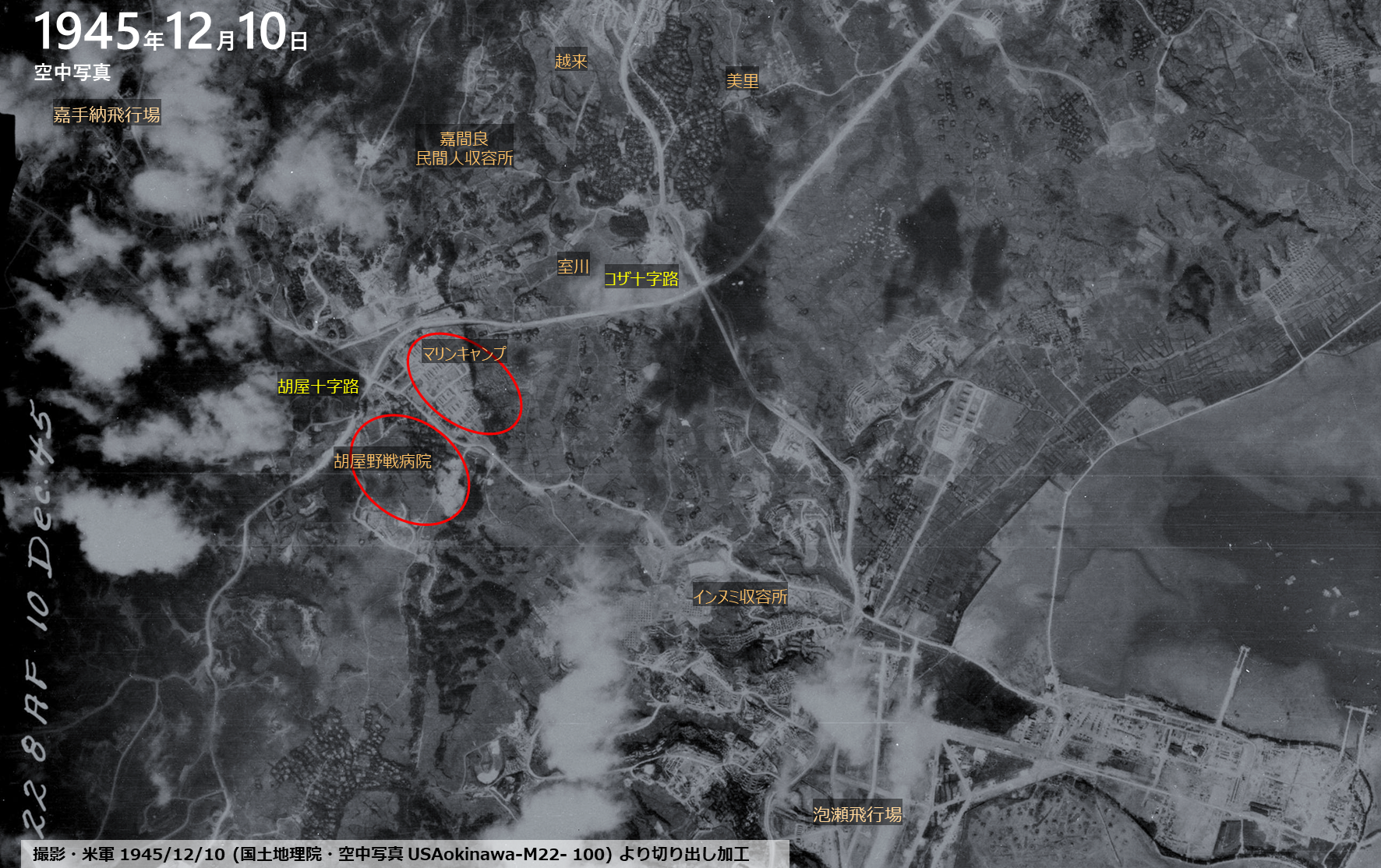
1945年12月の胡屋十字路、南側に海兵隊のキャンプに面して野戦病院が設置された。

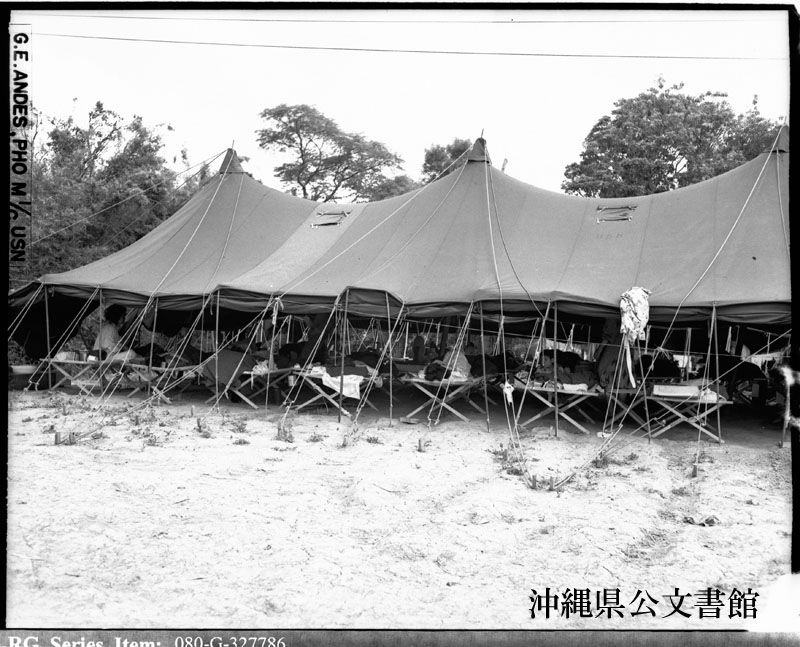
コザ G-6区第61病院 (1945年5月15日撮影) 沖縄県公文書館

施設番号: FAC6042
場所: コザ市 (現在の沖縄市) 字胡屋
面積: 約8,100㎡
使用目的: 通信所
管理部隊: アメリカ陸軍
工作物: 発電機室、鉄塔、舗装道路等

## 歴史
1945年4月1日、上陸した米軍は翌日の2日、越来村一帯を占領、嘉間良は民間人収容所となり、また4日には胡屋十字路の南側に野戦病院 (胡屋野戦病院) が設置され、翌日5日から患者の受け入れを開始した。その年の下旬、米軍はここに約66,000㎡の土地を確保し、本格的に病院を設置することを決定したため、野戦病院は一時的に具志川村字宮里の海兵隊病院跡に移転、翌年の1946年4月に胡座に帰還し沖縄中央病院 (現在の沖縄県立中部病院) が開設された。
1950年4月、この時点でコザ市の総面積約24㎢のうち、67%を米軍に接収されていたため、その後も民間人は嘉間良などの住居地に限定されていたが、住民の要請で軍用地の一部が解放される。
1953年、中央病院が沖縄市内のセンター区へ移転したことに伴い、病院跡地南側の一部 (8,100㎡) を、「コザ通信所」として運用。泡瀬通信施設の補助施設となる。
1972年5月15日、沖縄返還協定により、日本政府が改めて「コザ通信所」として米軍に提供開始。
1973年3月31日、全返還。
なお、旧コザ市域においては、軍用地返還はその後もほとんど進んでおらず、面積の60%が米軍基地として占有されている。

## 関連リンク
- 沖縄の米軍基地 > 泡瀬通信施設

- 沖縄の収容所 > コザ収容所

- 沖縄県立中部病院